# 남원군 (1948년 선거구)
남원군은 대한민국의 옛 국회의원 선거구이다. 당시 전라북도 남원군 지역을 관할했다.

## 역사
제헌 국회의원 선거를 앞두고 남원군 전 지역을 관할하는 선거구로 신설되었다.
제4대 국회의원 선거를 앞두고 남원군 선거구가 갑, 을로 분구되면서 폐지되었다.

## 역대 국회의원
| 선거   | 정당 | 정당           | 의원   |
| ------ | ---- | -------------- | ------ |
| 1948년 |      | 조선민족청년단 | 이정기 |
| 1950년 |      | 무소속         | 조정훈 |
| 1954년 |      | 자유당         | 양영주 |

## 역대 선거 결과

### 대한민국 제헌 국회의원 선거
|  | 59.94% |

|  | 30.67% |

|  | 9.38% |

### 대한민국 제2대 국회의원 선거
|  | 29.46% |

|  | 18.98% |

|  | 16.73% |

|  | 15.11% |

|  | 9.32% |

|  | 4.64% |

|  | 3.10% |

|  | 2.62% |

### 대한민국 제3대 국회의원 선거
|  | 31.34% |

|  | 30.60% |

|  | 25.27% |

|  | 6.81% |

|  | 5.95% |